# Международный университет Африки
Международный университет Африки (араб. جامعة افريقيا العالمية‎) — частный университет в Хартуме, столице Судана. Университет является членом Исламской организации по вопросам образования, науки и культуры. В университете есть факультеты образования и гуманитарных наук, шариата и исламоведения, чистых и прикладных наук, инженерии и медицины.
Университет берёт своё начало в Исламском африканском центре, созданном в 1977 году в Хартуме при финансовой помощи Саудовской Аравии и других арабских государств Персидского залива для подготовки проповедников и обучения молодых африканских мусульман и «внушения им салафитского взгляда на ислам». В 1992 году военное правительство полковника Омара аль-Башира преобразовало институт в университет. Хотя слово «исламский» было исключено из названия, исламоведение является важной частью учебной программы. С момента своего создания университет активно занимается исламским высшим образованием в странах Африки к югу от Сахары.
Благодаря своему географическому положению и культурной истории Судан принимает постоянный поток людей из соседних стран, которые либо стремились получить религиозные знания, либо направлялись для совершения паломничества в хадж (Порт-Судан находится прямо через Красное море от портового города Мекки Джидды). Некоторые паломники остались либо вместе с шейхом (религиозным лидером), либо спасаясь от религиозных преследований, начавшихся в результате европейской колонизации. Другие были вынуждены искать убежище и образование в Судане из-за непрекращающихся войн. По состоянию на 2010 год в университете обучалось почти 6000 студентов. Кампус университета площадью 93 акра (37,6 га) расположен в юго-восточной части штата Хартум.

## История

### Африканский исламский центр
Предшественник университета, известный как Африканский исламский центр (также Исламский африканский центр или Исламский африканский институт), был основан в 1977 или 1978 году для обучения молодых африканцев (особенно из Южного Судана) в салафитских или фундаменталистских интерпретациях ислама. Согласно сайту университета, он был создан «рядом учёных… с общими усилиями», в то время как внешние источники сообщают о финансировании Саудовской Аравией и другими арабскими государствами Персидского залива, и управлении исламистской организацией Национальный исламский фронт Судана.
Согласно Oxford Islamic Studies Online, суданская исламистская группа «Национальный исламский фронт» основала Университет «для проведения миссионерской работы среди немусульманского большинства на юге Судана». Другие источники указывают, что обучение предназначалось не только для суданцев. Политолог Жиль Кепель описал Университет как созданный «для обучения проповедников и молодой элиты из франко- и англоязычных африканских стран» и «внушения им салафитских взглядов на ислам». Кепель описывает центр как «богато обеспеченный государствами Персидского залива» и «возглавляемый» членом партии «Национальный исламский фронт» «с 1979 года». Рэйчел Бронсон утверждает, что начиная с 1977 года Саудовская Аравия «вливала значительные ресурсы» в центр.
Правительство Судана предоставило центру «большой участок земли, а президент Республики предоставил ему дипломатические иммунитеты и привилегии», что помогло ему быстро развиваться.
В период с 1977 по 1986 год был создан Институт/Центр и «урегулированы его администрация и системы». В нём могли разместиться 800 студентов, и «сотни» студентов закончили обучение. Преподавание было расширено с промежуточного и среднего уровней до двух университетских колледжей. «Социально-культурная деятельность» включала «молодёжную культурную миссию и объединения выпускников». В одной из африканских стран «более 500 претендентов боролись за десять стипендий» в AIC.
Но в 1405 году хиджры (1984–1985 годы) деятельность Центра была свёрнута после того, как некоторые государства-члены «не выплатили свои [обещанные] взносы», и бюджет пришлось урезать одновременно с созданием двух колледжей.

### Международный университет Африки
В 1411 году хиджры (1990–1991) и в связи с большим спросом африканских студентов на получение высшего образования правительство Судана издало следующий указ:
1. Повышение статуса Исламского африканского центра до статуса университета с названием: Международный университет Африки.
2. Приглашение заинтересованных стран и благотворительных организаций стать членами Попечительского совета.
3. Ратификация официального соглашения о местонахождении между правительством Судана и Университетом и разрешение ему сохранить иммунитеты и привилегии, предоставленные Исламскому африканскому центру.
4. Университет был создан практически при полной поддержке правительства Судана, были созданы новые факультеты, институты и центры, а учебные программы стали диверсифицированы, включая обучение на факультетах прикладных наук. Количество студентов значительно увеличилось; расширились внутренние и внешние связи университета, в результате чего появился уникальный международный африканский университет[11].

Поэтому в 1992 году институт был «повышен» до университета, а его название было изменено на Африканский университет или Международный университет Африки.
В 1995 году, во время войны против немусульман Южного Судана, журнал Spin сообщил, что в кампусе проходила военная подготовка. Human Rights Watch отмечает, что среди прочего Университет проводил «программы религиозной и культурной ориентации» для военнопленных в Судане.

## Структура
Университет управляет Педагогическим колледжем на острове Занзибар, Танзания, в котором в 2006 году обучалось 466 студентов. В 2011 году, по данным Centro de Ciencias Humanas y Sociales, Мадрид, университет занял 10 924 место в мире. В Судане он занимает пятое место после Хартумского университета, Суданского университета науки и технологий, Национального университета Рибат и Университета Карари.
Официально ректором университета является президент страны. Фактически, главой университета является вице-ректор. В ноябре 2020 года профессор д-р Хунуд Абиа Кадуф, всемирно известный эксперт в области права, был назначен вице-ректором.
Университет юридически независим от суданского государства, но правительство оказывает наибольшую финансовую поддержку. Занятия в основном проводятся на арабском языке, но большинство студентов приезжают из не говорящих по-арабски африканских стран и из других стран, таких как Малайзия и Индонезия.
В 1993 году в сотрудничестве с другими организациями в университете был создан институт предупреждения и ликвидации чрезвычайных ситуаций и изучения беженцев. Этот институт был открыт в 1994 году на церемонии, на которой присутствовал Салим Ахмед Салим, генеральный секретарь Организации африканского единства. Он занимается обучением и разработкой подходов к управлению стихийными бедствиями на Африканском Роге. В апреле 2011 года тогдашний вице-ректор университета профессор Хасан Мекки встретился с генеральным секретарём Исламского агентства помощи Аднаном бин Халилом Аль-Баша в Джидде, Саудовская Аравия. Они подписали меморандум о взаимопонимании о сотрудничестве в области благотворительности и оказания помощи.

## Язык обучения
Арабский язык является средством обучения на факультетах экономики, искусства, права, образования и шариата, а также в центрах университета на уровне бакалавриата. Это также средство обучения и написания диссертаций для магистрантов. Английский язык является языком обучения на факультетах инженерии, медицины, фармации, стоматологии, сестринского дела и факультетах лабораторных наук.

## Студенты
По состоянию на 2010 год около половины студентов приехали из Судана, а большинство остальных — с Африканского Рога. Почти все приехали из Африки, но представлены и другие страны.

## Внешние связи университета
Университет является членом следующих организаций:
- Ассоциация арабских университетов[англ.]
- Федерация университетов исламского мира
- Ассоциация африканских университетов
- Всемирная организация здравоохранения (ВОЗ)
- Веб-портал медицинского обучения ECFMG[англ.] и Фонд развития международного медицинского образования и исследований IMED[англ.][22]
- Аккредитован Всемирной федерацией медицинского образования[англ.] WFME через Медицинский совет Судана[23].
- Союз суданских университетов